# Политическая система Донецкой Народной Республики
ДНР эволюционировала в крайне периферийное политическое образование. Формальные экономические и политические институты ДНР слабы. Ее неформальные структуры намного сильнее, чем формальные институты, и контролируются Россией. Россия выступает как государство-спонсор и обеспечивает безопасность и финансовую поддержку в обмен на лояльность и поддержку ее национальных интересов. ДНР получает безопасность и поддержку в различных формах от своего государства-спонсора — России.
Политическая система ДНР примечательна специальным неформальным институтом кураторов, которые представляют в ДНР государство-спонсор (Россию).

## Формальные и неформальные структуры
ДНР, как и прочие постсоветские непризнанные / частично признанные государства, формально учреждена как президентско-парламентская республика. Глава ДНР руководит исполнительной властью, местной армией и силовыми структурами. Неформально глава и его администрация представляют собой силовые институты, которые в обычных, не-чрезвычайных ситуациях независимы от любого вида формального внутреннего парламентского контроля. В то же время им необходимо уравновешивать неформальный контроль государства-спонсора (России) с местным неформальным контролем, осуществляемым властными группами и кланами. Глава контролирует все военные образования на своей территории (кроме войск РФ). Они контролируют центральный бюджет и финансовые потоки от России, а также наиболее доходные сектора своей формальной и теневой экономики.
ДНР, как и прочие постсоветские непризнанные / частично признанные государства, эволюционировала в крайне периферийное политическое образование. Формальные экономические и политические институты ДНР слабы. Ее неформальные структуры намного сильнее, чем формальные институты, и контролируются Россией. Россия выступает как государство-спонсор и обеспечивает безопасность и финансовую поддержку в обмен на лояльность и поддержку ее национальных интересов. ДНР получает безопасность и поддержку в различных формах от своего государства-спонсора — России, включая поддержку населению ДНР в плане поездок и культурных связей.
ДНР и ЛНР имеют недостаточную экономическую и демографическую базу для существования в качестве независимых государств и зависимы от России. Формальным органом Москвы для управления ДНР и ЛНР является Межведомственная комиссия по оказанию гуманитарной поддержки пострадавшим территориям. Комиссия функционирует как теневое правительство ДНР и ЛНР. Расходы России на поддержку, включая военную, ОРДЛО, на 2020 год составляли около 5 миллиардов долларов США в год.

## Кураторы
Политическая система ДНР и прочих постсоветских непризнанных / частично признанных образований примечательна специальным неформальным институтом кураторов (смотрителей), которые представляют в ДНР государство-спонсор (Россию).
Куратор — лицо, которому поручено «заставить все работать», часто в обход, а иногда и конкурируя с формальными институтами. Куратор представляет собой контроль России над ДНР.
В 2014—2018 годах кураторами ДНР (и ЛНР) были Сурков, Владислав Юрьевич, занимавшийся политическими вопросами и вопросами безопасности, и Козак, Дмитрий Николаевич, занимавшийся экономическими и социальными вопросами. Сурков, согласно Washington Post, в 2014 году получил задание уменьшить расходы России на поддержание сепаратистских республик Донбасса, путем превращения их в более самостоятельные единицы.
В конце апреля 2022 года куратором отношений с ДНР и ЛНР стал Сергей Кириенко. За работу с ЛНР и ДНР теперь отвечает не подведомственное Козаку управление по приграничному сотрудничеству, а управление по внутренней политике (УВП).
Кураторам предоставлен исключительный контроль над «управлением», которое формально является частью администрации Главы ДНР. Однако «управление» автономно от формального руководителя ДНР: сотрудники «управления» отвечают за повседневную связь со своим московским начальством, отслеживают использование предоставленных ресурсов, политическую ситуацию, а также комментируют события в социальной и экономической сферах.